# الأمنيات الذهبية (مسرحية)
الأمنيات الذهبية هي مسرحية أُنتجت في دولة الإمارات العربية المتحدة عام 2003.

## قصة المسرحية
يحلم الملك بأن يصبح ثرياً ويملك أكواماً من الذهب، ويتمنى أن يتحول كل شيء عنده إلى ذهب، فيأتيه المارد الذي يعطيه خاتم، يصبح بعد أن لبس الخاتم باستطاعته تحويل كل ما يلمسه إلى ذهب، وحول الطاهي بغير قصد، والمهرج أيضاً، وكلب ابنه الذي يحبه ابنه كثيراً، وتصل به الأمور إلى أن يحول ابنه الذي يحبه إلى ذهب، حينها يجن جنونه ويترجى الجني بأن يعيد الوضع كما كان، ويتعلم أن الذهب ليس كل شيء وأنه لا يغني عن الأصحاب.

## الممثلون
| الاسم          | الدور  |
| -------------- | ------ |
| إبراهيم الغاوي | الملك  |
| خالد الظنحاني  | المهرج |
| سند جميع       | الابن  |
| خميس الظنحاني  | الطاهي |
| أيمن الخديم    | الكلب  |